# 小行星5215
小行星5215（英語：5215 Tsurui）是一颗围绕太阳公转的小行星。1991年1月9日，松山正則、渡邊和郎在钏路市发现了此天体。
这颗小行星的绝对星等为150.9641274563555等。